# Campionato asiatico e oceaniano femminile under 17 di pallavolo
Il campionato asiatico e oceaniano femminile under 17 di pallavolo è una competizione pallavolistica, organizzata dall'AVC, per squadre nazionali asiatiche e oceaniane, riservata a giocatrici con un'età inferiore di 17 anni.

## Edizioni
| Edizione      | Edizione      | Podio    | Podio          | Podio         |
| Anno          | Organizzatore | Campione | Seconda        | Terza         |
| ------------- | ------------- | -------- | -------------- | ------------- |
| 1997 Dettagli | Thailandia    | Giappone | Corea del Sud  | Cina          |
| 1999 Dettagli | Singapore     | Cina     | Giappone       | Taipei cinese |
| 2001 Dettagli | Thailandia    | Cina     | Giappone       | Corea del Sud |
| 2003 Dettagli | Thailandia    | Cina     | Corea del Nord | Thailandia    |
| 2005 Dettagli | Filippine     | Cina     | Corea del Sud  | Taipei cinese |
| 2007 Dettagli | Thailandia    | Giappone | Corea del Sud  | Cina          |
| 2008 Dettagli | Filippine     | Giappone | Cina           | Thailandia    |
| 2010 Dettagli | Malaysia      | Giappone | Cina           | Thailandia    |
| 2012 Dettagli | Filippine     | Giappone | Cina           | Taipei cinese |
| 2014 Dettagli | Malaysia      | Giappone | Thailandia     | Cina          |
| 2017 Dettagli | Cina          | Giappone | Cina           | Corea del Sud |
| 2018 Dettagli | Thailandia    | Giappone | Cina           | Thailandia    |

## Medagliere
| Pos. | Squadra        | 1º posto | 2º posto | 3º posto | Totale |
| ---- | -------------- | -------- | -------- | -------- | ------ |
| 1    | Giappone       | 8        | 2        | -        | 10     |
| 2    | Cina           | 4        | 5        | 3        | 12     |
| 3    | Corea del Sud  | -        | 3        | 2        | 5      |
| 4    | Thailandia     | -        | 1        | 4        | 5      |
| 5    | Corea del Nord | -        | 1        | -        | 1      |
| 6    | Taipei cinese  | -        | -        | 3        | 3      |